# Quo graviora (1825)
Quo graviora mala foi uma constituição apostólica promulgada pelo Papa Leão XII em 13 de março de 1825, na qual proibiu católicos de associarem-se a lojas maçônicas de forma perpétua. 